# Pierzeja
Pierzeja – ciąg frontowych elewacji budynków ustawionych w szeregu po jednej stronie ulicy lub placu.

## Galeria

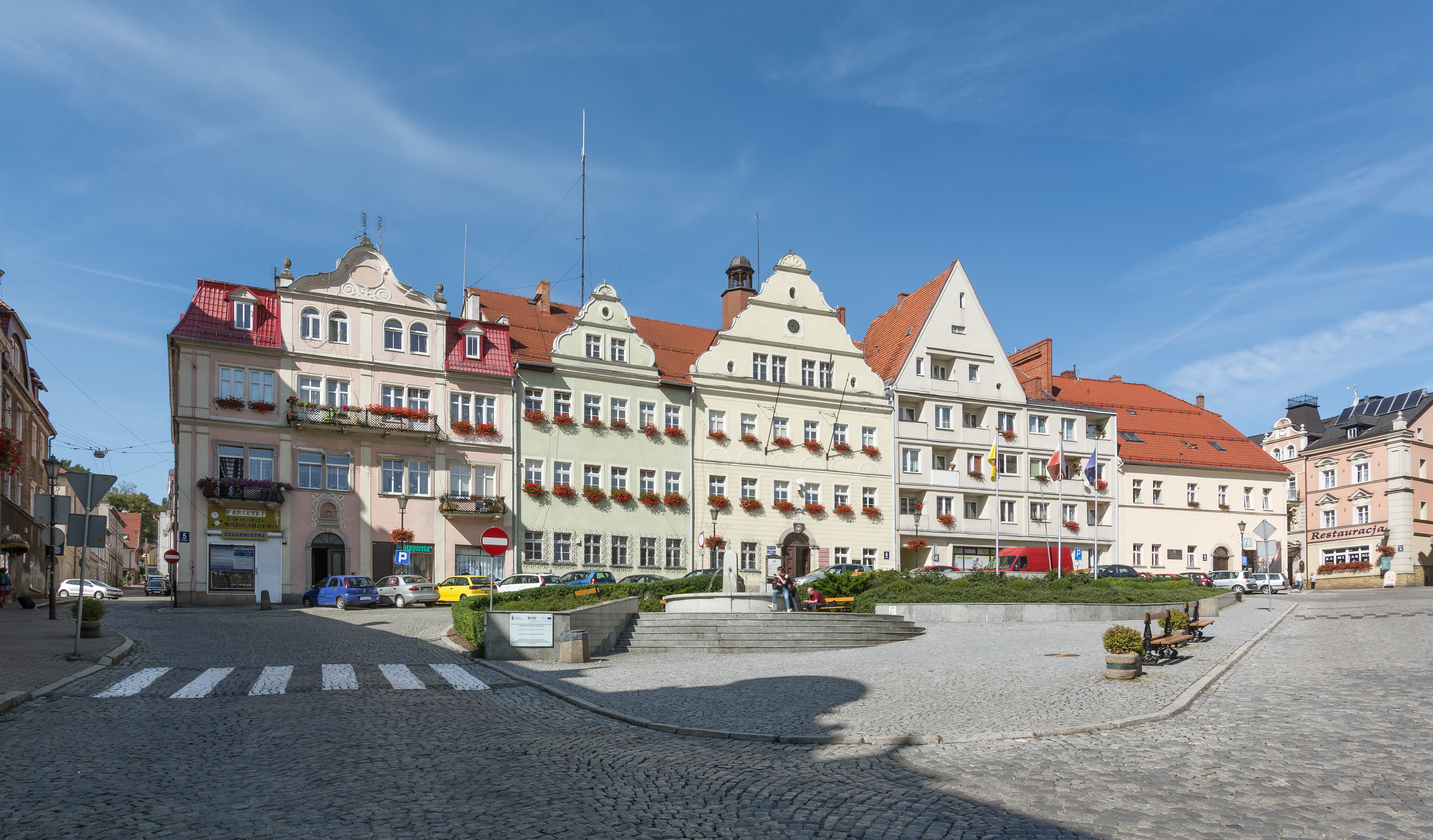
Rynek w Dusznikach-Zdroju, pierzeja zachodnia.
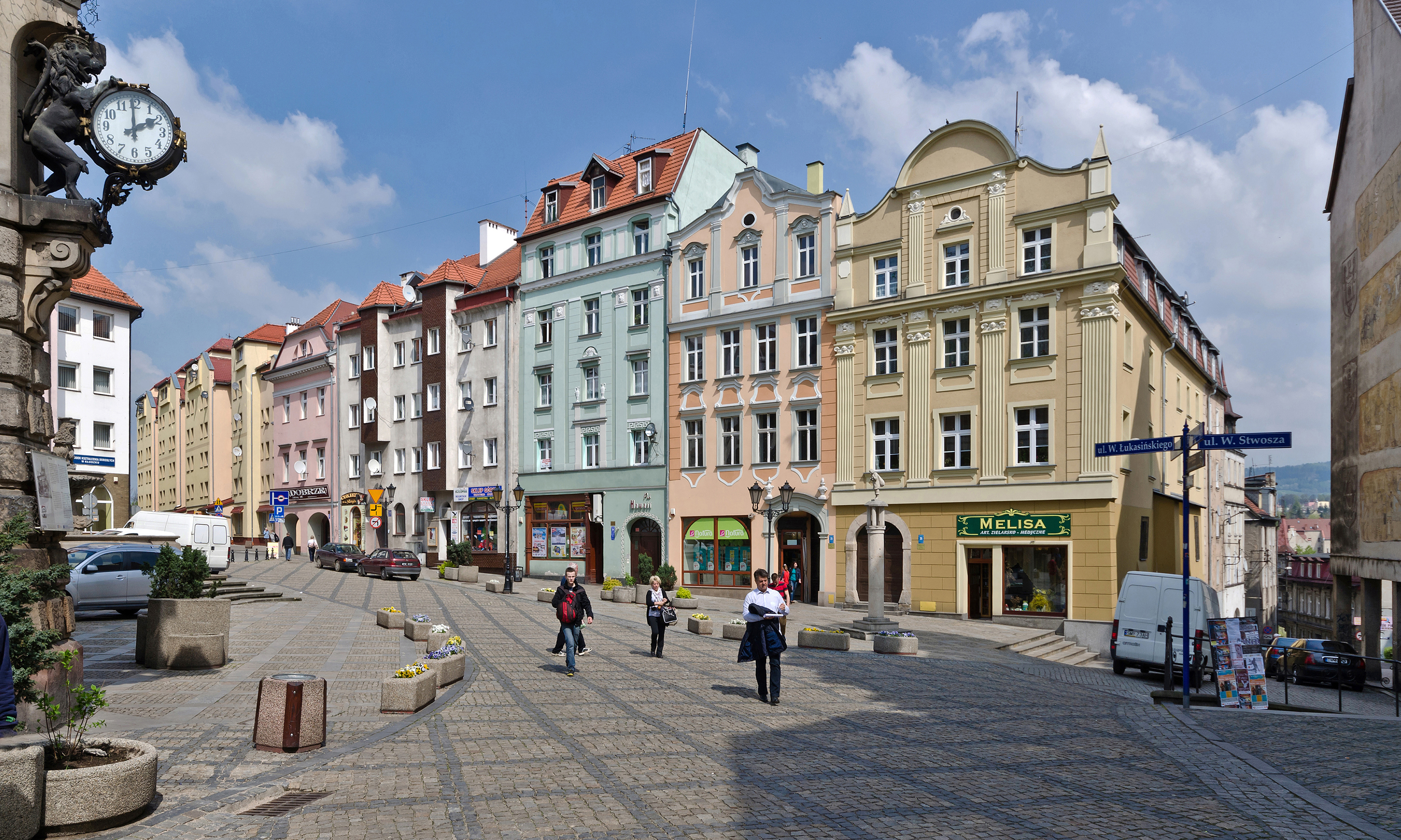
Rynek w Kłodzku, pierzeja wschodnia.
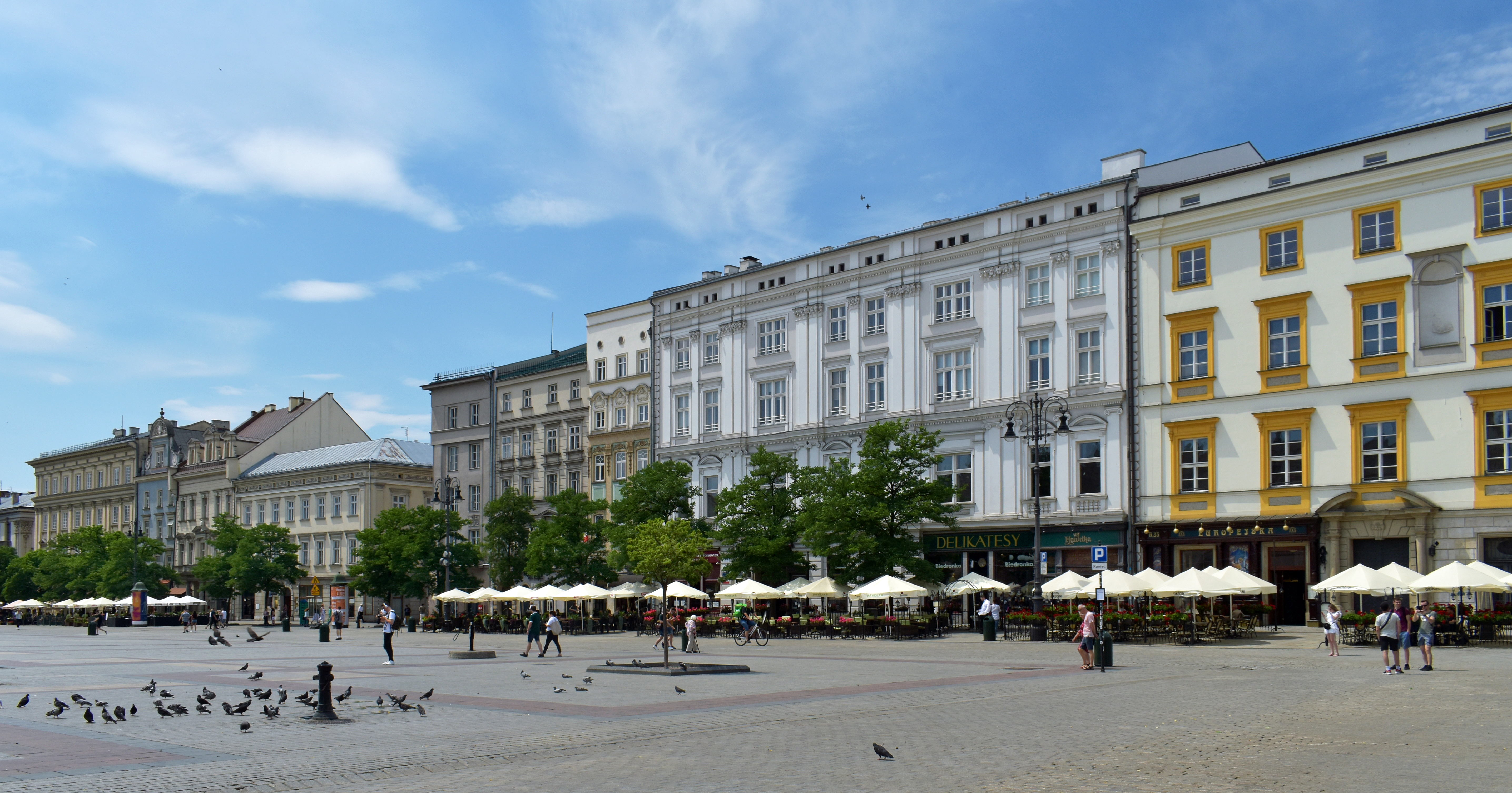
Pierzeja zachodnia (Linia C-D) Rynku Głównego w Krakowie.
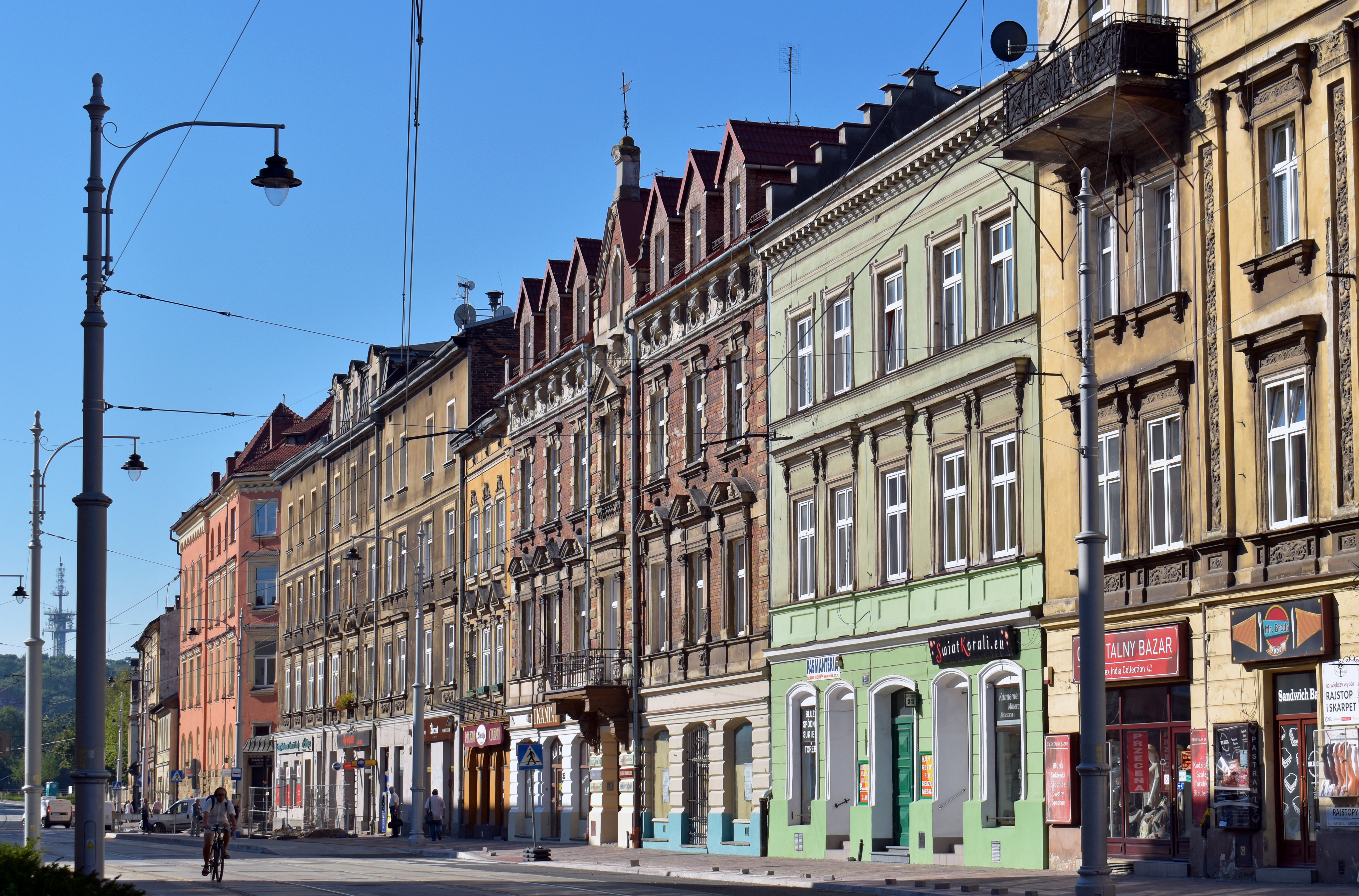
Pierzeja zachodnia ulicy Krakowskiej na  Kazimierzu w Krakowie.